# Trichaster palmiferus
Trichaster palmiferus is een slangster uit de familie Euryalidae.
De wetenschappelijke naam van de soort werd in 1816 gepubliceerd door Jean-Baptiste de Lamarck.